# Dignitatis Humanae
La Dignitatis Humanae è una dichiarazione del Concilio Vaticano II sulla libertà religiosa. Approvato con 2 308 voti favorevoli e 70 contrari dai vescovi radunati in concilio, fu promulgato da papa Paolo VI il 7 dicembre 1965.
Il titolo latino Dignitatis Humanae significa circa la dignità dell'uomo e deriva dalle prime parole del decreto stesso.
Essa rappresenta l'affermazione del principio della libertà religiosa. Un certo numero (circa il 10%) dei padri conciliari erano su posizioni favorevoli al principio della tolleranza religiosa; al momento della firma del documento solo 70 non lo firmarono.
L'enciclica fu aspramente contestata da Mons. Marcel Lefebvre e da numerosi cattolici tradizionalisti. Nel 1965 il cardinale Giuseppe Siri intervenne in suo favore, anticipando quell'ermeneutica della continuità che fu propria anche di papa Benedetto XVI.

## Contenuto
- Proemio
- I - Aspetti generali della libertà religiosa
- II - La libertà religiosa alla luce della rivelazione
- Conclusione

## Contenuti
(Dignitatis Humanae 1,c)
Quest'affermazione riprende il concetto espresso dalla costituzione dogmatica Lumen Gentium, che era stata approvata il 21 novembre 1964. L'interpretazione del subsistit in ha lasciato spazio a tesi tipiche dell'ermeneutica della discontinuità, secondo cui la vera religione potrebbe sussistere anche in altre chiese o religioni, ma è stata autorevolmente chiarita il 6 agosto 2000 con la dichiarazione Dominus Iesus della Congregazione per la Dottrina della Fede, che afferma che «esiste un'unica Chiesa di Cristo, che sussiste nella Chiesa cattolica governata dal successore di Pietro e dai vescovi in comunione con lui».
(Dignitatis Humanae 2,a)
(Dignitatis humanae,, n. 9)
Significativamente, il diritto alla libertà religiosa viene fondato sulla Rivelazione divina, conferendo un carattere dogmatico alla sua affermazione quale diritto dell'ordine divino della Creazione e, di conseguenza, dell'ordine naturale manifesto nella storia umana e nella vita delle singole persone.
Ogni persona ha il diritto alla libertà religiosa, cioè ogni persona deve essere libera nel credere secondo la propria coscienza, e nessuno, singolo, gruppo o stato, può costringerla a cambiare idea. L'esercizio di questa libertà è “entro debiti limiti”: cioè nel rispetto della legge morale naturale.
(Dignitatis Humanae 2,a)
(Dignitatis Humanae 3,b)
Attraverso queste due affermazioni il Concilio espone i fondamenti della libertà religiosa:
- la dignità della persona umana (libera nel decidere e orientare la propria vita) e
- la voce della coscienza (luogo dell'incontro di Dio con l'uomo, cfr. Gaudium et Spes).